# 大腿後肌
大腿後肌（英語：Hamstring），又名膕旁肌、膕繩肌、腿後腱，由三條肌肉組成，分別為股二頭肌、半腱肌、半膜肌。半腱肌及半膜肌位於大腿後方內側，而股二頭肌位於大腿後方外側。此三者可使膝關節屈曲，並輔助使髖關節伸展。坐在椅子上並伸直雙腿，就可感受到這個強而有力的肌肉。